# MTV Movie & TV Awards 2019
La 28e cérémonie des MTV Movie & TV Awards a lieu le 17 juin 2019 à Santa Monica et est retransmise sur la chaîne MTV, mardi 18 juin à 20h50 sur MTV.
De 1992 à 2016, la cérémonie ne récompensait que le cinéma mais depuis 2017, elle récompense aussi les émissions de télévisions.
Et cette année, la cérémonie accueillera trois nouvelles catégories :
1. Meilleure émission de Télé-Réalité
2. Mème le plus mémorable
3. Meilleur(e) Héro/ïne dans la vraie vie.

Les prix récompensent les réalisations de l'année dans le cinéma et la télévision.
Les premières nominations sont annoncées le 14 mai 2019.

## Performances

### Show
- Lizzo – "Juice"
- Bazzi – "Paradise"

## Palmarès
Les lauréats sont indiqués ci-dessous dans chaque catégorie et en caractères gras.

### Film de l'année(Movie of the Year)
- Avengers: Endgame
  - BlacKkKlansman : J'ai infiltré le Ku Klux Klan
  - Spider-Man: New Generation
  - À tous les garçons que j'ai aimés
  - Us

### Série de l'année(Show of the Year)
- Game of Thrones
  - Big Mouth
  - Riverdale
  - Schitt's Creek
  - The Haunting

### Meilleure performance dans un film(Best Performance in a Movie)
- Lady Gaga (Ally) — A Star Is Born
  - Amandla Stenberg (Starr Cmarter) — The Hate U Give : La Haine qu'on donne
  - Lupita Nyong'o (Red) — Us
  - Rami Malek (Freddie Mercury) — Bohemian Rhapsody
  - Sandra Bullock (Malorie) — Bird Box

### Meilleure performance dans une série télévisée(Best Performance in a Show)
- Elisabeth Moss (June Osborne/Offred) — The Handmaid's Tale : La Servante écarlate
  - Emilia Clarke (Daenerys Targaryen) — Game of Thrones
  - Gina Rodriguez (Jane Villanueva) — Jane the Virgin
  - Jason Mitchell (Brandon) — The Chi[n 1],[4]
  - Kiernan Shipka (Sabrina Spellman) — Les Nouvelles Aventures de Sabrina

### Meilleure performance comique(Best Comedic Performance)
- Dan Levy (David Rose) — Schitt's Creek
  - Awkwafina (Peik Lin Goh) — Crazy Rich Asians
  - John Mulaney (Andrew Glouberman) — Big Mouth
  - Marsai Martin (Little Jordan Sanders) — Little
  - Zachary Levi (Billy Batson/Shazam) — Shazam!

### Meilleure révélation de l'année (Best Breakthrough Performance)
- Noah Centineo (Peter Kavinsky) — À tous les garçons que j'ai aimés
  - Awkwafina (Peik Lin Goh) — Crazy Rich Asians
  - Haley Lu Richardson (Stella) — Five Feet Apart
  - Mj Rodriguez (Blanca Rodriguez) — Pose
  - Ncuti Gatwa (Eric Effiong) — Sex Education

### Meilleur héro (Best Hero)
- Robert Downey Jr. (Tony Stark/Iron Man) — Avengers: Endgame
  - Brie Larson (Carol Danvers/Captain Marvel) — Captain Marvel
  - John David Washington (Ron Stallworth) — BlacKkKlansman : J'ai infiltré le Ku Klux Klan
  - Maisie Williams (Arya Stark) — Game of Thrones
  - Zachary Levi (Billy Batson/Shazam) — Shazam!

### Meilleur méchant (Best Villain)
- Josh Brolin (Thanos) — Avengers: Endgame
  - Jodie Comer (Villanelle) — Killing Eve
  - Joseph Fiennes (Commander Fred Waterford) — The Handmaid's Tale : La Servante écarlate
  - Lupita Nyong'o (Red) — Us
  - Penn Badgley (Joe Goldberg) — You

### Meilleur baiser (Best Kiss)
- Noah Centineo & Lana Condor (Peter Kavinsky & Lara Jean) — À tous les garçons que j'ai aimés
  - Camila Mendes & Charles Melton (Veronica Lodge & Reggie Mantle) — Riverdale
  - Jason Momoa & Amber Heard (Aquaman & Mera) — Aquaman
  - Ncuti Gatwa & Connor Swindells (Eric Effiong & Adam Groff) — Sex Education
  - Tom Hardy & Michelle Williams (Eddie Brock/Venom & Anne Weying) — Venom

### Meilleur documentaire (Best Documentary)
- Surviving R. Kelly
  - At the Heart of Gold : Inside the USA Gymnastics Scandal
  - McQueen
  - Minding the Gap
  - RBG

### Meilleure émission de Télé-Réalité (Best Reality Royalty)
- Love & Hip Hop : Atlanta
  - Jersey Shore : Vacances en famille
  - The Bachelor
  - The Challenge
  - Vanderpump Rules

### Meilleur(e) Héro/ïne dans la vraie vie (Best Real Life Hero)
- Ruth Bader Ginsburg — RBG
  - Alex Honnold — Free Solo
  - Hannah Gadsby — Nanette
  - Roman Reigns — WWE SmackDown
  - Serena Williams — Being Serena

### Performance la plus effrayante (Most Frightened Performance)
- Sandra Bullock (Malorie) — Bird Box
  - Alex Wolff (Peter) — Hérédité
  - Linda Cardellini (Anna Tate-Garcia) — La Malédiction de la dame blanche
  - Rhian Rees (Dana Haines) — Halloween
  - Victoria Pedretti (Nell Crain) — The Haunting

### Meilleur combat (Best Fight)
- Captain Marvel — Captain Marvel vs. Minn-Erva
  - Avengers: Endgame — Captain America vs. Thanos
  - Game of Thrones — Arya Stark vs. Marcheur blanc
  - RBG — Ruth Bader Ginsburg vs. Inequality
  - WWE WrestleMania 35 — Becky Lynch vs. Ronda Rousey vs. Charlotte Flair

### Meilleur(e) animateur/rice TV (Best Host)
- Nick Cannon — Wild 'n Out
  - Gayle King — CBS This Morning
  - Nick Cannon — The Masked Singer
  - RuPaul — RuPaul's Drag Race
  - Trevor Noah — The Daily Show with Trevor Noah

### Meilleur moment musical(Best musical moment)
- Shallow —  A Star is Born
  - Live Aid Concert — Bohemian Rhapsody
  - Just a Girl — Captain Marvel
  - Masquerade — Les Nouvelles Aventures de Sabrina
  - Look at that Butt — On My Block
  - Seventeen — Riverdale
  - Sunflower — Spider-Man: New Generation
  - I Think We’re Alone Now — Umbrella Academy

### Moment le plus mémorable (Most meme-able Moment)
- The Bachelor – Colton Underwood jumps the fence
  - Lindsay Lohan's Beach Club – The Lilo Dance
  - Love & Hip Hop: Hollywood – Ray J's Hat
  - RBG – The Notorious RBG
  - RuPaul's Drag Race – Asia O'Hara's butterfly finale fail

## Récompenses spéciales

### MTV Trailblazer Award: Prix «pionnière»
- Jada Pinkett Smith[5]

### MTV Generation Award: Prix d'honneur
- Dwayne Johnson